# Areuse
L'Areuse est une rivière suisse qui prend sa source sur la localité de Saint-Sulpice, dans la commune de Val-de-Travers (canton de Neuchâtel) et qui se jette dans le lac de Neuchâtel à Boudry, entre Cortaillod et Colombier.

## Situation naturelle
Elle naît d'une résurgence alimentée par un réseau complexe d'écoulements souterrains provenant principalement de la vallée de La Brévine. À Saint-Sulpice, elle a creusé un cirque dans les calcaires. Pour prévenir les inondations provoquées par ses hautes eaux auxquelles s'ajoutaient celles de ses affluents, la rivière a été corrigée et endiguée. De Fleurier à Môtiers, le lit naturel a été conservé : c'est la Vieille Areuse, qui représente un paradis pour la faune et la flore de la région.

## Situation humaine
L'homme moderne s'est intéressé aux gorges de l'Areuse pour y capter de nombreuses sources. La ville de La Chaux-de-Fonds et l'agglomération neuchâteloise s'alimentent en eau dans cette région. De plus, les ingénieurs ont construit plusieurs conduites forcées pour produire de l'électricité. Le débit de la rivière en est d'autant diminué par secteurs, particulièrement en été.
Sur tout son parcours, cette rivière attire près d'un millier de pêcheurs par an qui pêchent près de 15 000 truites.

## Affluents
Outre ses sources, ses principaux affluents sont
- Le Buttes (confluent à Fleurier)
- Le Fleurier
- Le Bied de Môtiers
- Le Sucre (confluent à Couvet)
- La Noiraigue